# Cristian Moreira
Cristian Yaffet Moreira Güity (La Ceiba, Honduras, 21 de mayo de 2000) es un futbolista hondureño que juega como defensa y actualmente milita en la Liga Deportiva Alajuelense de la Primera División de Costa Rica.

## Clubes y estadísticas
| Club                          | Temporada           | Liga | Liga | Copas Nacionales * | Copas Nacionales * | Copas Internacionales ** | Copas Internacionales ** | Total | Total |
| Club                          | Temporada           | PJ   | G    | PJ                 | G                  | PJ                       | G                        | PJ    | G     |
| ----------------------------- | ------------------- | ---- | ---- | ------------------ | ------------------ | ------------------------ | ------------------------ | ----- | ----- |
| Municipal Grecia · Costa Rica | 2017 - 2018         | 0    | 0    | 0                  | 0                  | 0                        | 0                        | 0     | 0     |
| Municipal Grecia · Costa Rica | Total               | 0    | 0    | 0                  | 0                  | 0                        | 0                        | 0     | 0     |
| Liga Deportiva Alajuelense    | 2018 - Actualidad   | 0    | 0    | 0                  | 0                  | 2                        | 0                        | 2     | 0     |
| Fútbol Consultants            | 2019 (Préstamo)     | 0    | 0    | 0                  | 0                  | 0                        | 0                        | 0     | 0     |
| Total en su carrera           | Total en su carrera | 0    | 0    | 0                  | 0                  | 2                        | 0                        | 2     | 0     |